# 零陵郡
零陵郡，中國古郡名。西漢元鼎六年（前111年）分桂陽郡而置。其地大致相當於今广西壮族自治区桂林市、湖南省永州市及邵陽市、衡陽市的一部分。治所在零陵縣（今廣西興安縣北）。東漢移治泉陵縣。唐废。

## 建置沿革
漢武帝元鼎六年（前111年），發兵滅南越國，桂陽郡地界向南擴展，並增置數縣。於是分泠道以西諸縣置零陵郡。宣帝元康元年（前65年），長沙王子侯國鍾武別屬零陵郡。其後鍾武侯國遷往江夏郡，但零陵郡仍保留鍾武縣，故漢書地理志有兩鍾武。成帝綏和元年（前8年），零陵郡領七縣、三侯國：零陵縣、泉陵侯國、泠道縣、營道縣、營浦縣、鍾武縣、夫夷侯國、都梁侯國、洮陽縣、始安縣。郡治在零陵縣。有21092戶，139378人。平帝元始五年（5年），長沙王子侯國湘鄉、昭陽、承陽別屬零陵郡。東漢時零陵郡移治泉陵。王莽改零陵為九疑。順帝永建三年，改鍾武為重安侯國。獻帝時，荊州刺史劉表增置觀陽縣（一作灌陽縣）。
建安十三年（208年）荆州牧刘表死后，刘备奉刘表长子刘琦继任荆州刺史，零陵太守刘度向其投降。刘琦死后，其势力推刘备继任。建安十九年（214年），孙权派吕蒙夺取零陵，在订立湘水之盟后还给刘备，但于建安二十四年（219年）再度派吕蒙将其夺取。三国初年，刘备讨伐孙吴，即夷陵之战，零陵郡亦叛乱响应，但被步骘平定。
西晉太康三年（282年），零陵郡領泉陵、祁陽、零陵、營浦、洮陽、永昌、觀陽、營道、舂陵、泠道、應陽十一縣。隋開皇九年（589年）滅陳，廢零陵郡，置永州總管府，改泉陵縣為零陵縣。大業三年（607年）復置零陵郡，領零陵、湘源、永陽、營道、馮乘五縣。唐武德四年（621年）平蕭銑，復置永州。天寶元年（742年），改永州為零陵郡，領零陵、湘源、祁陽、灌陽四縣。乾元元年（758年）復為永州。

## 行政長官

### 零陵太守（前111年—9年）
- 召信臣，字翁卿，九江壽春人，西漢時在任。[4]

### 零陵太守（25年—420年）
- 田翕，漢光武帝建武四年（28年）在任。[5]
- 周嘉，字惠文，汝南安城人，漢光武帝時在任。[6]
- 龍伯高，京兆人，漢光武帝時在任。[7]
- 沈豐，字聖通，會稽烏程人，漢章帝時在任。[8]為政慎刑重殺，罪法辭訟，初不歷獄，嫌疑不決，一经决斷，不舉鞭杖，不在街市处以刑戮。僚友有過失，开始不张揚，有奇謀異略，就对他们談述，说：「太守所不及也。」到任一年，甘露降，芝草生[9]。
- 夏勤，字伯宗，九江人，東漢時在任。[10]
- 虞光，會稽餘姚人，東漢時在任。[11]
- 劉康，漢沖帝建康元年（144年）坐殺無辜，下獄死。[12]
- 陳球，漢桓帝延熹八年（165年）在任。[13]
- 楊琁，字機平，會稽烏傷人，漢靈帝時任零陵郡守。光和三年（181年），平定桂陽、蒼悟二郡之亂。[14]
- 公仇稱，晉穆公子仇之後，漢末零陵郡守。各路義軍討伐董卓時，曾任破虜將軍孫堅的長史。[15]
- 劉綽，徐州彭城人，受朝廷拜為零陵郡守，舉家遷居零陵郡。子劉優被推舉為孝廉，漢獻帝時，歷任侍御史、御史大夫和尚書右僕射。
- 程普，漢獻帝建安四年（199年）被任命，但只屬虛領。[16]
- 韓嵩，南陽人，漢獻帝建安五年（200年），代表劉表出使許都後，被天子拜為侍中，遷零陵太守，但回荊州時被劉表囚禁，因此並未真正到任。[17]
- 劉度，漢獻帝建安十四年（209年）降於劉備。[18]
- 郝普，字子太，義陽人，漢獻帝建安十六年（211年）由劉備任命直到建安二十四年（219年）降吴。[19]
- 殷禮，吳大帝赤烏四年（241年）在任。[20]
- 顧禮，字德嗣，吳郡吳人，吳大帝時在任。[21]
- 嚴略，彭城人，吳大帝時在任。[22]
- 毌丘宗，字子仁，河東聞喜人，西晉時在任。[23]
- 徐陵，字元大，會稽太末人，西晉時在任。[11]
- 孔紘，晉惠帝太安二年（303年）被殺。[24]
- 伍朝，字世明，武陵漢壽人，晉惠帝太安二年（303年）補。[25][26]
- 尹奉，晉元帝永昌元年（322年）在任。[27]
- 庾闡，字仲初，潁川鄢陵人，晉成帝時在任。[28]
- 顏約，琅邪臨沂人，東晉時在任。[29]
- 劉叔祖，楚天康二年（405年）被殺。[30]
- 阮野，晉安帝義熙二年（406年）被殺。[31]

### 零陵內史（420年—502年）
- 裴松之，字世期，河東聞喜人，宋武帝、少帝時在任。[32]
- 檀超，字悅祖，高平金鄉人，南朝宋晚期在任。[33]
- 王份，字季文，琅邪臨沂人，齊武帝永明十一年（493年）出任。[34]
- 范雲，字彥龍，南鄉舞陰人，齊明帝時在任。[35]

### 零陵太守（502年—557年）
- 孫謙，字長遜，東莞莒人，梁武帝天監六年（507年）到九年（510年）在任。[36]
- 蕭子恪，字景沖，蘭陵人，梁武帝天監十七年（518年）離任。[37]
- 諸葛銓，丹楊建康人，南朝梁時在任。[38]
- 張僧紹，吳郡人，南朝梁時在任。[39]
- 周弘直，字思方，汝南安城人，梁敬帝時在任。[40]

### 零陵郡太守（742年—758年）
- 杨忠梗（天宝初年）
- 张朏（746年）[41]
- 李峴（754年），字延鉴，唐玄宗時在任。[42]

## 國主

### 南朝宋齊零陵國（420年—502年）
| 零陵國（420年—502年）丨全食一郡 |          |    |          |             |          |
| 代數                            | 封爵     | 謚 | 姓名     | 在位時間    | 備註     |
| 1                               | 零陵郡王 |    | 司馬德文 | 420年—421年 | 晉恭皇帝 |
| 2                               | 零陵郡王 |    | 司馬元瑜 | 421年—448年 |          |
| 3                               | 零陵郡王 |    | 司馬勗   | ？—468年    |          |
| 4                               | 零陵郡王 |    | 司馬藥師 | ？—490年    |          |
| 5                               | 零陵郡王 |    | ？       | ？—502年    |          |

### 南朝陳零陵國（557年—589年）
| 零陵國（557年—589年）            |              |        |        |             |          |
| 以討周將獨孤盛之功封，食邑7000戶 |              |        |        |             |          |
| 代數                             | 封爵         | 謚     | 姓名   | 在位時間    | 備註     |
| 1                                | 零陵郡開國公 | 壯肅公 | 侯瑱   | 557年—558年 |          |
| 2                                | 零陵郡開國公 |        | 侯淨藏 | ？—571年    | 侯瑱子   |
| 3                                | 零陵郡開國公 |        | 侯就   | ？—589年    | 侯淨藏弟 |
| 陳亡，國除                       |              |        |        |             |          |